# Ángel Mena
Ángel Israel Mena Delgado (Guayaquil, Ecuador, 21 de enero de 1988) es un futbolista ecuatoriano. Se desempeña en las posiciones de media punta o extremo derecho, actualmente milita en Orense de la Serie A de Ecuador. Fue internacional con la selección de fútbol de Ecuador desde 2015 hasta 2024.

## Trayectoria

### Club Sport Emelec
Ángel Mena se inició en las inferiores del Club Sport Emelec, quedando goleador en dos ocasiones. Debutó en primera división el año 2007. Anotó su primer gol oficial el 16 de marzo del 2008 ante Técnico Universitario.

### Club Deportivo Cuenca
En el 2010 fue cedido a préstamo al Deportivo Cuenca con el que logró anotar 5 goles siendo una pieza fundamental para el Equipo Morlaco.

### Regreso al Club Sport Emelec
El 2011 retorna a Emelec, club con el que es campeón de Ecuador en 2013,2014 y 2015. Donde destacó por su brillante desequilibrio con el balón y aunque no era centrodelantero fue el goleador y denominado como el terror del equipo rival. 
Anotó un gol en la ida y uno en la vuelta ambos gritados con euforia por el jugador Finales del Campeonato Ecuatoriano haciendo una dupla magnífica con Miller Bolaños. También fue un jugador importante en la Final del Campeonato Ecuatoriano de Fútbol 2015, donde anotó dos goles contra la Liga Deportiva Universitaria en la final de ida.

### Club Deportivo Cruz Azul
El 7 de diciembre de 2016 se confirmó su traspaso por tres años al Club Deportivo Cruz Azul de la Liga MX.

### Club León
Para la temporada 2019 es fichado por el Club León. Donde retomó un gran nivel que con el Cruz Azul no mostró.
Formó parte del equipo superlider y subcampeón del torneo Clausura 2019. Además conformó una gran delantera con Yairo Moreno, Joel Campbell, Jean Meneses, José Juan Macías, Luis Montes Jiménez y Rubens Sambueza. Durante el Clausura 2019, Mena se convirtió en el primer jugador en la Liga MX en ser el campeón goleador y ser el mejor asistente en el mismo torneo corto. Si participación en un total de 24 goles (goles + asistencias), los 10 pases para gol y las 14 anotaciones son todas la marca más alta en un torneo para el club en la historia de todos los torneos cortos. Lamentablemente sufrió una lesión en la final de vuelta por lo que su ausencia pesó y su equipo no pudo derrotar a los Tigres de la UANL, equipo que por ende fue el campeón. Su revancha vendría para el Torneo Guardianes 2020 en donde en la final se impusieron a Pumas de la UNAM y así Mena se consagraría por primera vez campeón de la Primera División de México consiguiendo el octavo título del Club León.

### Club Pachuca
El 6 de julio de 2024, se dio a conocer el fichaje de Mena por el Pachuca después de no renovar con León F.C. Durante su tiempo con los Tuzos participó en 10 partidos sin marcar goles y fue parte del equipo que llegó a la final de la Copa Intercontinental contra el Real Madrid en diciembre de 2024, donde fueron subcampeones.

## Selección nacional
En abril de 2014, jugando para Emelec, Ángel Mena fue convocado por primera vez a la selección de fútbol de Ecuador, dirigida por el técnico Reinaldo Rueda, para un microciclo.
En 2014, el técnico interino de la selección ecuatoriana Sixto Vizuete lo convoca para disputar los partidos amistosos de Ecuador contra las selecciones de Bolivia y Brasil. Sin embargo, Mena sufrió una lesión que no le permitió actuar con el seleccionado ecuatoriano, saliendo de la convocatoria, y el técnico Sixto Vizuete, no puso a ningún jugador en su reemplazo. Debutó el 28 de marzo de 2015 en la derrota 1 por 0 de Ecuador ante México, entró al cambio por Jefferson Montero al minuto 43 del primer tiempo. El 14 de noviembre de 2022 fue incluido en la lista final para la Copa Mundial Catar 2022.
El 29 de mayo de 2024, fue incluido en la lista de 26 futbolistas convocados por Félix Sánchez Bas para su participación en la Copa América 2024.
El 14 de noviembre de 2024, se retiró de la selección ecuatoriana del fútbol.

### Participaciones en Copas Mundiales
| Mundial              | Sede  | Resultado      | Partidos | Goles |
| -------------------- | ----- | -------------- | -------- | ----- |
| Copa Mundial de 2022 | Catar | Fase de grupos | 0        | 0     |

### Participaciones en eliminatorias
| Eliminatorias      | Sede            | Resultado    | Partidos | Goles |
| ------------------ | --------------- | ------------ | -------- | ----- |
| Eliminatorias 2018 | América del Sur | No clasificó | 7        | 1     |
| Eliminatorias 2022 | América del Sur | Clasificado  | 15       | 2     |
| Eliminatorias 2026 | América del Sur | Clasificado  | 6        | 1     |

### Participaciones en Copas América
| Copa                    | Sede           | Resultado        | Partidos | Goles |
| ----------------------- | -------------- | ---------------- | -------- | ----- |
| Copa América Centenario | Estados Unidos | Cuartos de final | 0        | 0     |
| Copa América 2019       | Brasil         | Primera fase     | 3        | 1     |
| Copa América 2021       | Brasil         | Cuartos de final | 5        | 1     |
| Copa América 2024       | Estados Unidos | Cuartos de final | 2        | 0     |

### Partidos internacionales
Actualizado al último partido disputado el 14 de noviembre de 2024.
| \| N.° \| Fecha \| Ciudad \| Rival \| Resultado \| Resultado \| Competencia \| \| --- \| ------------------------ \| --------------- \| ----------------- \| ------------ \| --------- \| ----------------------------------- \| \| 1. \| 28 de marzo de 2015 \| Los Ángeles \| México \| 0-1 \| Derrota \| Amistoso \| \| 2. \| 31 de marzo de 2015 \| East Rutherford \| Argentina \| 1-2 \| Derrota \| Amistoso \| \| 3. \| 8 de octubre de 2015 \| Buenos Aires \| Argentina \| 2-0 \| Victoria \| Eliminatorias al Mundial Rusia 2018 \| \| 4. \| 12 de noviembre de 2015 \| Quito \| Uruguay \| 2-1 \| Victoria \| Eliminatorias al Mundial Rusia 2018 \| \| 5. \| 24 de marzo de 2016 \| Quito \| Paraguay \| 2-2 \| Empate \| Eliminatorias al Mundial Rusia 2018 \| \| 6. \| 29 de marzo de 2016 \| Barranquilla \| Colombia \| 1-3 \| Derrota \| Eliminatorias al Mundial Rusia 2018 \| \| 7. \| 25 de mayo de 2016 \| Frisco \| Estados Unidos \| 0-1 \| Derrota \| Amistoso \| \| 8. \| 11 de octubre de 2016 \| La Paz \| Bolivia \| 2-2 \| Empate \| Eliminatorias al Mundial Rusia 2018 \| \| 9. \| 23 de marzo de 2017 \| Asunción \| Paraguay \| 1-2 \| Derrota \| Eliminatorias al Mundial Rusia 2018 \| \| 10. \| 28 de marzo de 2017 \| Quito \| Colombia \| 0-2 \| Derrota \| Eliminatorias al Mundial Rusia 2018 \| \| 11. \| 8 de junio de 2017 \| Boca Ratón \| Venezuela \| 1-1 \| Empate \| Amistoso \| \| 12. \| 13 de junio de 2017 \| Harrison \| El Salvador \| 3-0 \| Victoria \| Amistoso \| \| 13. \| 26 de marzo de 2019 \| Harrison \| Honduras \| 0-0 \| Empate \| Amistoso \| \| 14. \| 9 de junio de 2019 \| Arlington \| México \| 2-3 \| Derrota \| Amistoso \| \| 15. \| 16 de junio de 2019 \| Belo Horizonte \| Uruguay \| 0-4 \| Derrota \| Copa América 2019 \| \| 16. \| 21 de junio de 2019 \| Salvador \| Chile \| 1-2 \| Derrota \| Copa América 2019 \| \| 17. \| 24 de junio de 2019 \| Belo Horizonte \| Japón \| 1-1 \| Empate \| Copa América 2019 \| \| 18. \| 13 de octubre de 2019 \| Elche \| Argentina \| 1-6 \| Derrota \| Amistoso \| \| 19. \| 14 de noviembre de 2019 \| Portoviejo \| Trinidad y Tobago \| 3-0 \| Victoria \| Amistoso \| \| 20. \| 19 de noviembre de 2019 \| Harrison \| Colombia \| 0-1 \| Derrota \| Amistoso \| \| 21. \| 8 de octubre de 2020 \| Buenos Aires \| Argentina \| 0-1 \| Derrota \| Eliminatorias al Mundial Catar 2022 \| \| 22. \| 13 de octubre de 2020 \| Quito \| Uruguay \| 4-2 \| Victoria \| Eliminatorias al Mundial Catar 2022 \| \| 23. \| 12 de noviembre de 2020 \| La Paz \| Bolivia \| 3-2 \| Victoria \| Eliminatorias al Mundial Catar 2022 \| \| 24. \| 17 de noviembre de 2020 \| Quito \| Colombia \| 6-1 \| Victoria \| Eliminatorias al Mundial Catar 2022 \| \| 25. \| 29 de marzo de 2021 \| Sangolquí \| Bolivia \| 2-1 \| Victoria \| Amistoso \| \| 26. \| 4 de junio de 2021 \| Porto Alegre \| Brasil \| 0-2 \| Derrota \| Eliminatorias al Mundial Catar 2022 \| \| 27. \| 8 de junio de 2021 \| Quito \| Perú \| 1-2 \| Derrota \| Eliminatorias al Mundial Catar 2022 \| \| 28. \| 13 de junio de 2021 \| Cuiabá \| Colombia \| 0-1 \| Derrota \| Copa América 2021 \| \| 29. \| 20 de junio de 2021 \| Río de Janeiro \| Venezuela \| 2-2 \| Empate \| Copa América 2021 \| \| 30. \| 23 de junio de 2021 \| Goiânia \| Perú \| 2-2 \| Empate \| Copa América 2021 \| \| 31. \| 27 de junio de 2021 \| Goiânia \| Brasil \| 1-1 \| Empate \| Copa América 2021 \| \| 32. \| 3 de julio de 2021 \| Brasilia \| Argentina \| 0-3 \| Derrota \| Copa América 2021 \| \| 33. \| 2 de septiembre de 2021 \| Quito \| Paraguay \| 2-0 \| Victoria \| Eliminatorias al Mundial Catar 2022 \| \| 34. \| 5 de septiembre de 2021 \| Quito \| Chile \| 0-0 \| Empate \| Eliminatorias al Mundial Catar 2022 \| \| 35. \| 9 de septiembre de 2021 \| Montevideo \| Uruguay \| 0-1 \| Derrota \| Eliminatorias al Mundial Catar 2022 \| \| 36. \| 7 de octubre de 2021 \| Guayaquil \| Bolivia \| 3-0 \| Victoria \| Eliminatorias al Mundial Catar 2022 \| \| 37. \| 10 de octubre de 2021 \| Caracas \| Venezuela \| 1-2 \| Derrota \| Eliminatorias al Mundial Catar 2022 \| \| 38. \| 14 de octubre de 2021 \| Barranquilla \| Colombia \| 0-0 \| Empate \| Eliminatorias al Mundial Catar 2022 \| \| 39. \| 16 de noviembre de 2021 \| Santiago \| Chile \| 2-0 \| Victoria \| Eliminatorias al Mundial Catar 2022 \| \| 40. \| 24 de marzo de 2022 \| Ciudad del Este \| Paraguay \| 1-3 \| Derrota \| Eliminatorias al Mundial Catar 2022 \| \| 41. \| 29 de marzo de 2022 \| Guayaquil \| Argentina \| 1-1 \| Empate \| Eliminatorias al Mundial Catar 2022 \| \| 42. \| 2 de junio de 2022 \| Harrison \| Nigeria \| 1-0 \| Victoria \| Amistoso \| \| 43. \| 11 de junio de 2022 \| Fort Lauderdale \| Cabo Verde \| 1-0 \| Victoria \| Amistoso \| \| 44. \| 23 de septiembre de 2022 \| Murcia \| Arabia Saudita \| 0-0 \| Empate \| Amistoso \| \| 45. \| 27 de septiembre de 2022 \| Düsseldorf \| Japón \| 0-0 \| Empate \| Amistoso \| \| 46. \| 12 de noviembre de 2022 \| Madrid \| Irak \| 0-0 \| Empate \| Amistoso \| \| 47. \| 24 de marzo de 2023 \| Sídney \| Australia \| 1-3 \| Derrota \| Amistoso \| \| 48. \| 28 de marzo de 2023 \| Melbourne \| Australia \| 2-1 \| Victoria \| Amistoso \| \| 49. \| 17 de junio de 2023 \| Harrison \| Bolivia \| 1-0 \| Victoria \| Amistoso \| \| 50. \| 20 de junio de 2023 \| Chester \| Costa Rica \| 3-1 \| Victoria \| Amistoso \| \| 51. \| 7 de septiembre de 2023 \| Buenos Aires \| Argentina \| 0-1 \| Derrota \| Eliminatorias al Mundial 2026 \| \| 52. \| 12 de septiembre de 2023 \| Quito \| Uruguay \| 2-1 \| Victoria \| Eliminatorias al Mundial 2026 \| \| 53. \| 17 de octubre de 2023 \| Quito \| Colombia \| 0-0 \| Empate \| Eliminatorias al Mundial 2026 \| \| 54. \| 16 de noviembre de 2023 \| Maturín \| Venezuela \| 0-0 \| Empate \| Eliminatorias al Mundial 2026 \| \| 55. \| 21 de noviembre de 2023 \| Quito \| Chile \| 1-0 \| Victoria \| Eliminatorias al Mundial 2026 \| \| 56. \| 21 de marzo de 2024 \| Harrison \| Guatemala \| 2-0 \| Victoria \| Amistoso \| \| 57. \| 9 de junio de 2024 \| Chicago \| Argentina \| 0-1 \| Derrota \| Amistoso \| \| 58. \| 12 de junio de 2024 \| Chester \| Bolivia \| 3-1 \| Victoria \| Amistoso \| \| 59. \| 16 de junio de 2024 \| East Hartford \| Honduras \| 2-1 \| Victoria \| Amistoso \| \| 60. \| 30 de junio de 2024 \| Glendale \| México \| 0-0 \| Empate \| Copa América 2024 \| \| 61. \| 4 de julio de 2024 \| Houston \| Argentina \| 1-1 (2-4 p.) \| Empate \| Copa América 2024 \| \| 62. \| 14 de noviembre de 2024 \| Guayaquil \| Bolivia \| 4-0 \| Victoria \| Eliminatorias al Mundial 2026 \| |                          |                 |                   |              |           |                                     |
| N.° | Fecha                    | Ciudad          | Rival             | Resultado    | Resultado | Competencia                         |
| 1. | 28 de marzo de 2015      | Los Ángeles     | México            | 0-1          | Derrota   | Amistoso                            |
| 2. | 31 de marzo de 2015      | East Rutherford | Argentina         | 1-2          | Derrota   | Amistoso                            |
| 3. | 8 de octubre de 2015     | Buenos Aires    | Argentina         | 2-0          | Victoria  | Eliminatorias al Mundial Rusia 2018 |
| 4. | 12 de noviembre de 2015  | Quito           | Uruguay           | 2-1          | Victoria  | Eliminatorias al Mundial Rusia 2018 |
| 5. | 24 de marzo de 2016      | Quito           | Paraguay          | 2-2          | Empate    | Eliminatorias al Mundial Rusia 2018 |
| 6. | 29 de marzo de 2016      | Barranquilla    | Colombia          | 1-3          | Derrota   | Eliminatorias al Mundial Rusia 2018 |
| 7. | 25 de mayo de 2016       | Frisco          | Estados Unidos    | 0-1          | Derrota   | Amistoso                            |
| 8. | 11 de octubre de 2016    | La Paz          | Bolivia           | 2-2          | Empate    | Eliminatorias al Mundial Rusia 2018 |
| 9. | 23 de marzo de 2017      | Asunción        | Paraguay          | 1-2          | Derrota   | Eliminatorias al Mundial Rusia 2018 |
| 10. | 28 de marzo de 2017      | Quito           | Colombia          | 0-2          | Derrota   | Eliminatorias al Mundial Rusia 2018 |
| 11. | 8 de junio de 2017       | Boca Ratón      | Venezuela         | 1-1          | Empate    | Amistoso                            |
| 12. | 13 de junio de 2017      | Harrison        | El Salvador       | 3-0          | Victoria  | Amistoso                            |
| 13. | 26 de marzo de 2019      | Harrison        | Honduras          | 0-0          | Empate    | Amistoso                            |
| 14. | 9 de junio de 2019       | Arlington       | México            | 2-3          | Derrota   | Amistoso                            |
| 15. | 16 de junio de 2019      | Belo Horizonte  | Uruguay           | 0-4          | Derrota   | Copa América 2019                   |
| 16. | 21 de junio de 2019      | Salvador        | Chile             | 1-2          | Derrota   | Copa América 2019                   |
| 17. | 24 de junio de 2019      | Belo Horizonte  | Japón             | 1-1          | Empate    | Copa América 2019                   |
| 18. | 13 de octubre de 2019    | Elche           | Argentina         | 1-6          | Derrota   | Amistoso                            |
| 19. | 14 de noviembre de 2019  | Portoviejo      | Trinidad y Tobago | 3-0          | Victoria  | Amistoso                            |
| 20. | 19 de noviembre de 2019  | Harrison        | Colombia          | 0-1          | Derrota   | Amistoso                            |
| 21. | 8 de octubre de 2020     | Buenos Aires    | Argentina         | 0-1          | Derrota   | Eliminatorias al Mundial Catar 2022 |
| 22. | 13 de octubre de 2020    | Quito           | Uruguay           | 4-2          | Victoria  | Eliminatorias al Mundial Catar 2022 |
| 23. | 12 de noviembre de 2020  | La Paz          | Bolivia           | 3-2          | Victoria  | Eliminatorias al Mundial Catar 2022 |
| 24. | 17 de noviembre de 2020  | Quito           | Colombia          | 6-1          | Victoria  | Eliminatorias al Mundial Catar 2022 |
| 25. | 29 de marzo de 2021      | Sangolquí       | Bolivia           | 2-1          | Victoria  | Amistoso                            |
| 26. | 4 de junio de 2021       | Porto Alegre    | Brasil            | 0-2          | Derrota   | Eliminatorias al Mundial Catar 2022 |
| 27. | 8 de junio de 2021       | Quito           | Perú              | 1-2          | Derrota   | Eliminatorias al Mundial Catar 2022 |
| 28. | 13 de junio de 2021      | Cuiabá          | Colombia          | 0-1          | Derrota   | Copa América 2021                   |
| 29. | 20 de junio de 2021      | Río de Janeiro  | Venezuela         | 2-2          | Empate    | Copa América 2021                   |
| 30. | 23 de junio de 2021      | Goiânia         | Perú              | 2-2          | Empate    | Copa América 2021                   |
| 31. | 27 de junio de 2021      | Goiânia         | Brasil            | 1-1          | Empate    | Copa América 2021                   |
| 32. | 3 de julio de 2021       | Brasilia        | Argentina         | 0-3          | Derrota   | Copa América 2021                   |
| 33. | 2 de septiembre de 2021  | Quito           | Paraguay          | 2-0          | Victoria  | Eliminatorias al Mundial Catar 2022 |
| 34. | 5 de septiembre de 2021  | Quito           | Chile             | 0-0          | Empate    | Eliminatorias al Mundial Catar 2022 |
| 35. | 9 de septiembre de 2021  | Montevideo      | Uruguay           | 0-1          | Derrota   | Eliminatorias al Mundial Catar 2022 |
| 36. | 7 de octubre de 2021     | Guayaquil       | Bolivia           | 3-0          | Victoria  | Eliminatorias al Mundial Catar 2022 |
| 37. | 10 de octubre de 2021    | Caracas         | Venezuela         | 1-2          | Derrota   | Eliminatorias al Mundial Catar 2022 |
| 38. | 14 de octubre de 2021    | Barranquilla    | Colombia          | 0-0          | Empate    | Eliminatorias al Mundial Catar 2022 |
| 39. | 16 de noviembre de 2021  | Santiago        | Chile             | 2-0          | Victoria  | Eliminatorias al Mundial Catar 2022 |
| 40. | 24 de marzo de 2022      | Ciudad del Este | Paraguay          | 1-3          | Derrota   | Eliminatorias al Mundial Catar 2022 |
| 41. | 29 de marzo de 2022      | Guayaquil       | Argentina         | 1-1          | Empate    | Eliminatorias al Mundial Catar 2022 |
| 42. | 2 de junio de 2022       | Harrison        | Nigeria           | 1-0          | Victoria  | Amistoso                            |
| 43. | 11 de junio de 2022      | Fort Lauderdale | Cabo Verde        | 1-0          | Victoria  | Amistoso                            |
| 44. | 23 de septiembre de 2022 | Murcia          | Arabia Saudita    | 0-0          | Empate    | Amistoso                            |
| 45. | 27 de septiembre de 2022 | Düsseldorf      | Japón             | 0-0          | Empate    | Amistoso                            |
| 46. | 12 de noviembre de 2022  | Madrid          | Irak              | 0-0          | Empate    | Amistoso                            |
| 47. | 24 de marzo de 2023      | Sídney          | Australia         | 1-3          | Derrota   | Amistoso                            |
| 48. | 28 de marzo de 2023      | Melbourne       | Australia         | 2-1          | Victoria  | Amistoso                            |
| 49. | 17 de junio de 2023      | Harrison        | Bolivia           | 1-0          | Victoria  | Amistoso                            |
| 50. | 20 de junio de 2023      | Chester         | Costa Rica        | 3-1          | Victoria  | Amistoso                            |
| 51. | 7 de septiembre de 2023  | Buenos Aires    | Argentina         | 0-1          | Derrota   | Eliminatorias al Mundial 2026       |
| 52. | 12 de septiembre de 2023 | Quito           | Uruguay           | 2-1          | Victoria  | Eliminatorias al Mundial 2026       |
| 53. | 17 de octubre de 2023    | Quito           | Colombia          | 0-0          | Empate    | Eliminatorias al Mundial 2026       |
| 54. | 16 de noviembre de 2023  | Maturín         | Venezuela         | 0-0          | Empate    | Eliminatorias al Mundial 2026       |
| 55. | 21 de noviembre de 2023  | Quito           | Chile             | 1-0          | Victoria  | Eliminatorias al Mundial 2026       |
| 56. | 21 de marzo de 2024      | Harrison        | Guatemala         | 2-0          | Victoria  | Amistoso                            |
| 57. | 9 de junio de 2024       | Chicago         | Argentina         | 0-1          | Derrota   | Amistoso                            |
| 58. | 12 de junio de 2024      | Chester         | Bolivia           | 3-1          | Victoria  | Amistoso                            |
| 59. | 16 de junio de 2024      | East Hartford   | Honduras          | 2-1          | Victoria  | Amistoso                            |
| 60. | 30 de junio de 2024      | Glendale        | México            | 0-0          | Empate    | Copa América 2024                   |
| 61. | 4 de julio de 2024       | Houston         | Argentina         | 1-1 (2-4 p.) | Empate    | Copa América 2024                   |
| 62. | 14 de noviembre de 2024  | Guayaquil       | Bolivia           | 4-0          | Victoria  | Eliminatorias al Mundial 2026       |

### Goles internacionales
| \| N.° \| Fecha \| Lugar \| Rival \| Gol \| Resultado \| Resultado \| Competición \| \| --- \| ----------------------- \| --------------------------------------------------------- \| --------- \| --- \| --------- \| --------- \| -------------------------- \| \| 1. \| 24 de marzo de 2016 \| Estadio Olímpico Atahualpa, Quito, Ecuador \| Paraguay \| 2–2 \| 2–2 \| Empate \| Eliminatorias Mundial 2018 \| \| 2. \| 9 de junio de 2019 \| AT&T Stadium, Arlington, Estados Unidos \| México \| 1–1 \| 2–3 \| Derrota \| Amistoso \| \| 3. \| 24 de junio de 2019 \| Mineirão, Belo Horizonte, Brasil \| Japón \| 1–1 \| 1–1 \| Empate \| Copa América 2019 \| \| 4. \| 13 de octubre de 2019 \| Estadio Martínez Valero, Elche, España \| Argentina \| 1–3 \| 1–6 \| Derrota \| Amistoso \| \| 5. \| 12 de noviembre de 2020 \| Estadio Hernando Siles, La Paz, Bolivia \| Bolivia \| 2–1 \| 3–2 \| Victoria \| Eliminatorias Mundial 2022 \| \| 6. \| 17 de noviembre de 2020 \| Estadio Rodrigo Paz Delgado, Quito, Ecuador \| Colombia \| 2–0 \| 6–1 \| Victoria \| Eliminatorias Mundial 2022 \| \| 7. \| 27 de junio de 2021 \| Estadio Olímpico Pedro Ludovico Teixeira, Goiânia, Brasil \| Brasil \| 1–1 \| 1–1 \| Empate \| Copa América 2021 \| \| 8. \| 21 de noviembre de 2023 \| Estadio Rodrigo Paz Delgado, Quito, Ecuador \| Chile \| 1–0 \| 1–0 \| Victoria \| Eliminatorias Mundial 2026 \| |                         |                                                           |           |     |           |           |                            |
| N.° | Fecha                   | Lugar                                                     | Rival     | Gol | Resultado | Resultado | Competición                |
| 1. | 24 de marzo de 2016     | Estadio Olímpico Atahualpa, Quito, Ecuador                | Paraguay  | 2–2 | 2–2       | Empate    | Eliminatorias Mundial 2018 |
| 2. | 9 de junio de 2019      | AT&T Stadium, Arlington, Estados Unidos                   | México    | 1–1 | 2–3       | Derrota   | Amistoso                   |
| 3. | 24 de junio de 2019     | Mineirão, Belo Horizonte, Brasil                          | Japón     | 1–1 | 1–1       | Empate    | Copa América 2019          |
| 4. | 13 de octubre de 2019   | Estadio Martínez Valero, Elche, España                    | Argentina | 1–3 | 1–6       | Derrota   | Amistoso                   |
| 5. | 12 de noviembre de 2020 | Estadio Hernando Siles, La Paz, Bolivia                   | Bolivia   | 2–1 | 3–2       | Victoria  | Eliminatorias Mundial 2022 |
| 6. | 17 de noviembre de 2020 | Estadio Rodrigo Paz Delgado, Quito, Ecuador               | Colombia  | 2–0 | 6–1       | Victoria  | Eliminatorias Mundial 2022 |
| 7. | 27 de junio de 2021     | Estadio Olímpico Pedro Ludovico Teixeira, Goiânia, Brasil | Brasil    | 1–1 | 1–1       | Empate    | Copa América 2021          |
| 8. | 21 de noviembre de 2023 | Estadio Rodrigo Paz Delgado, Quito, Ecuador               | Chile     | 1–0 | 1–0       | Victoria  | Eliminatorias Mundial 2026 |

## Estadísticas

### Clubes
Actualizado al último partido disputado el 16 de agosto de 2025.
| Club                       | Div.          | Temporada     | Liga  | Liga  | Liga   | Copas nacionales | Copas nacionales | Copas nacionales | Copas internacionales | Copas internacionales | Copas internacionales | Total | Total | Total  |
| Club                       | Div.          | Temporada     | Part. | Goles | Asist. | Part.            | Goles            | Asist.           | Part.                 | Goles                 | Asist.                | Part. | Goles | Asist. |
| -------------------------- | ------------- | ------------- | ----- | ----- | ------ | ---------------- | ---------------- | ---------------- | --------------------- | --------------------- | --------------------- | ----- | ----- | ------ |
| C. S. Emelec · Ecuador     | 1.ª           | 2009          | 24    | 2     | 0      | —                | —                | —                | 1                     | 0                     | 0                     | 25    | 2     | 0      |
| C. S. Emelec · Ecuador     | 1.ª           | 2010          | 0     | 0     | 0      | —                | —                | —                | 2                     | 0                     | 0                     | 2     | 0     | 0      |
| Deportivo Cuenca · Ecuador | 1.ª           | 2010          | 30    | 6     | 0      | ―                | ―                | ―                | —                     | —                     | —                     | 30    | 6     | 0      |
| Deportivo Cuenca · Ecuador | Total club    | Total club    | 30    | 6     | 0      | 0                | 0                | 0                | 0                     | 0                     | 0                     | 30    | 6     | 0      |
| C. S. Emelec · Ecuador     | 1.ª           | 2011          | 36    | 6     | 10     | —                | —                | —                | 6                     | 0                     | 1                     | 42    | 6     | 11     |
| C. S. Emelec · Ecuador     | 1.ª           | 2012          | 21    | 2     | 3      | —                | —                | —                | 7                     | 1                     | 0                     | 28    | 3     | 3      |
| C. S. Emelec · Ecuador     | 1.ª           | 2013          | 31    | 3     | 6      | —                | —                | —                | 4                     | 1                     | 1                     | 35    | 4     | 7      |
| C. S. Emelec · Ecuador     | 1.ª           | 2014          | 41    | 14    | 14     | —                | —                | —                | 14                    | 4                     | 4                     | 55    | 18    | 18     |
| C. S. Emelec · Ecuador     | 1.ª           | 2015          | 38    | 13    | 15     | —                | —                | —                | 14                    | 3                     | 1                     | 52    | 16    | 16     |
| C. S. Emelec · Ecuador     | 1.ª           | 2016          | 36    | 16    | 9      | —                | —                | —                | 9                     | 3                     | 3                     | 45    | 19    | 12     |
| C. S. Emelec · Ecuador     | Total club    | Total club    | 227   | 56    | 57     | 0                | 0                | 0                | 57                    | 12                    | 10                    | 284   | 68    | 67     |
| C. F. Cruz Azul · México   | 1.ª           | 2016-17       | 16    | 5     | 4      | 4                | 2                | 0                | ―                     | ―                     | ―                     | 20    | 7     | 4      |
| C. F. Cruz Azul · México   | 1.ª           | 2017-18       | 27    | 3     | 6      | 6                | 0                | 0                | ―                     | ―                     | ―                     | 33    | 3     | 6      |
| C. F. Cruz Azul · México   | 1.ª           | 2018-19       | 9     | 0     | 0      | 2                | 0                | 0                | ―                     | ―                     | ―                     | 11    | 0     | 0      |
| C. F. Cruz Azul · México   | Total club    | Total club    | 52    | 8     | 10     | 12               | 2                | 0                | 0                     | 0                     | 0                     | 64    | 10    | 10     |
| Club León · México         | 1.ª           | 2018-19       | 23    | 14    | 12     | 3                | 1                | 0                | ―                     | ―                     | ―                     | 26    | 15    | 12     |
| Club León · México         | 1.ª           | 2019-20       | 30    | 17    | 4      | —                | —                | —                | 1                     | 1                     | 0                     | 31    | 18    | 4      |
| Club León · México         | 1.ª           | 2020-21       | 37    | 17    | 8      | —                | —                | —                | 5                     | 3                     | 4                     | 42    | 20    | 12     |
| Club León · México         | 1.ª           | 2021-22       | 35    | 14    | 4      | 1                | 0                | 1                | 2                     | 0                     | 0                     | 38    | 14    | 5      |
| Club León · México         | 1.ª           | 2022-23       | 30    | 3     | 3      | —                | —                | —                | 5                     | 3                     | 3                     | 35    | 6     | 6      |
| Club León · México         | 1.ª           | 2023-24       | 32    | 6     | 8      | ―                | ―                | ―                | 4                     | 1                     | 0                     | 36    | 7     | 8      |
| Club León · México         | Total club    | Total club    | 187   | 71    | 39     | 4                | 1                | 1                | 17                    | 8                     | 7                     | 207   | 80    | 47     |
| C. F. Pachuca · México     | 1.ª           | 2024-25       | 5     | 0     | 0      | ―                | ―                | ―                | 5                     | 0                     | 0                     | 10    | 0     | 0      |
| C. F. Pachuca · México     | Total club    | Total club    | 5     | 0     | 0      | 0                | 0                | 0                | 5                     | 0                     | 0                     | 10    | 0     | 0      |
| Orense S. C. · Ecuador     | 1.ª           | 2025          | 20    | 4     | 3      | 0                | 0                | 0                | 0                     | 0                     | 0                     | 20    | 4     | 3      |
| Orense S. C. · Ecuador     | Total club    | Total club    | 20    | 4     | 3      | 0                | 0                | 0                | 0                     | 0                     | 0                     | 20    | 4     | 3      |
| Total carrera              | Total carrera | Total carrera | 521   | 145   | 109    | 16               | 3                | 1                | 79                    | 20                    | 17                    | 616   | 168   | 127    |
| 1. 2.                      |               |               |       |       |        |                  |                  |                  |                       |                       |                       |       |       |        |

## Palmarés

### Campeonatos nacionales
| Título                     | Club      | País    | Año  |
| -------------------------- | --------- | ------- | ---- |
| Serie A de Ecuador         | Emelec    | Ecuador | 2013 |
| Serie A de Ecuador         | Emelec    | Ecuador | 2014 |
| Serie A de Ecuador         | Emelec    | Ecuador | 2015 |
| Copa México                | Cruz Azul | México  | 2018 |
| Primera División de México | León      | México  | 2020 |

### Campeonatos internacionales
| Título                           | Club          | Año  |
| -------------------------------- | ------------- | ---- |
| Leagues Cup                      | Club León     | 2021 |
| Liga de Campeones de la Concacaf | Club León     | 2023 |
| FIFA Derbi de las Américas       | C. F. Pachuca | 2024 |
| FIFA Copa Challenger             | C. F. Pachuca | 2024 |

### Distinciones individuales
| Distinción                                         | Año  |
| -------------------------------------------------- | ---- |
| Máximo asistente de la Serie A de Ecuador          | 2014 |
| 11 ideal del Campeonato Ecuatoriano                | 2013 |
| 11 ideal del Campeonato Ecuatoriano                | 2014 |
| 11 ideal del Campeonato Ecuatoriano                | 2015 |
| 11 ideal del Campeonato Ecuatoriano                | 2016 |
| Campeón de goleo de la Liga MX Clausura            | 2019 |
| Balón de Oro al mejor medio ofensivo de la Liga MX | 2019 |
| 11 ideal del Torneo Guard1anes                     | 2020 |
| Goleador de la Leagues Cup                         | 2021 |
| 11 ideal del Torneo Apertura                       | 2021 |